# 広永益隆
広永 益隆（ひろなが やすたか、1968年3月5日 - ）は、徳島県徳島市出身の元プロ野球選手（外野手）。右投左打。
現役通算34本塁打ながら、節目のメモリアルアーチや珍しい記録を伴う本塁打が多いことから「メモリアル男」、「記憶より記録に残る男」と呼ばれた。

## 来歴・人物
徳島県立徳島商業高等学校への在学中には、「四国屈指のスラッガー」として名を馳せながら2年時の春から甲子園球場の全国大会に4季連続出場。2年時には「3番・右翼手」だったが、3年時には「3番・投手」として甲子園球場のマウンドに立っていた。
1985年のNPBドラフト会議で、南海ホークスから3位指名を受け入団。外野手として指名されたため、入団後は野手に専念。南海時代の3年間で一軍昇格はなかった。
ホークスの経営権と本拠地の移転に伴って球団名が「福岡ダイエーホークス」に変わった1989年に、プロ4年目で初めて一軍に昇格。4月8日に日本ハムとの開幕戦（東京D）で、1点ビハインドの5回表に代打で一軍公式戦初打席を迎えると、西崎幸広から逆転の3点本塁打を放った。広永のこの一打は、ダイエー球団公式戦史上第1号、平成のパ・リーグ第1号および、日本プロ野球史上初の、開幕戦での一軍公式戦初打席本塁打になった。以降も代打を中心に勝負強さと長打力を発揮する。
監督が杉浦忠から田淵幸一に代わった1990年には、規定打席未満ながら打率.313を記録したほか9月26日のオリックス戦（西宮）で山沖之彦から放った本塁打が、日本プロ野球通算6万号本塁打になった。
1992年6月6日の西武戦（西武球場）で、パ・リーグ通算3万号本塁打を潮崎哲也からマーク。同年限りで平和台球場から福岡ドームへの移転が決まっていたため、10月1日の近鉄戦で野茂英雄から放ったソロ本塁打が平和台球場のプロ野球公式戦最後の本塁打になった。この試合では、1対0という僅差のスコアで新人の若田部健一が完封勝利を収めている。
しかし、広い福岡ドームに移転した1993年は0本塁打に終わった。1994年は前半を二軍で過ごしていたが、シーズン途中に金銭トレードでヤクルトスワローズへ移籍。1995年には代打として、2年ぶりのリーグ優勝・日本一に貢献。この年の4月20日の読売ジャイアンツ戦（神宮）で延長10回裏に木田優夫から代打サヨナラ本塁打、斎藤雅樹が通算150勝を達成した1996年8月16日の巨人戦（東京D）で代打本塁打を放っている。
1997年のシーズン途中、馬場敏史・岩崎久則との交換トレードで小倉恒とともにオリックス・ブルーウェーブへ移籍。
1998年7月7日のロッテ戦（GS神戸）で延長12回裏に、五十嵐章人の代打として登場した藤本博史の代打（代打の代打）に起用されると、近藤芳久からサヨナラ満塁本塁打を放った。ロッテはこの試合まで16連敗（当時の日本プロ野球史上最長タイ記録）を喫していたが、広永のこの一打によって連敗が17に伸びたことから最長連敗記録を62年振りに更新した。ヤクルト時代の1995年にセ・リーグ公式戦で代打サヨナラ本塁打を放っていた広永にとってパ・リーグ公式戦で初めての代打サヨナラ本塁打であったため、広永はNPB史上2人目の両リーグ代打サヨナラ本塁打記録者になった。さらに、代打の代打によるサヨナラ本塁打はパ・リーグ初となった。
しかし、翌1999年には一軍公式戦での出場機会がなくこの年限りで現役を引退した。
現役引退後は、マスターズリーグの初年度（2001年度）に選手として福岡ドンタクズに参加。
2005年、アークバリアドリームクラブ（香川県高松市に本拠地を置く社会人野球のクラブチーム）設立を機に初代の総監督を務めた。
退任後は地元・四国の少年野球チームを指導するほか、徳島県内（名西郡石井町）の屋内型バッティングセンター「ジョイスポーツ」で野球教室を開いている。

## 詳細情報

### 年度別打撃成績
| 年 度      | 球 団      | 試 合 | 打 席 | 打 数 | 得 点 | 安 打 | 二 塁 打 | 三 塁 打 | 本 塁 打 | 塁 打 | 打 点 | 盗 塁 | 盗 塁 死 | 犠 打 | 犠 飛 | 四 球 | 敬 遠 | 死 球 | 三 振 | 併 殺 打 | 打 率 | 出 塁 率 | 長 打 率 | O P S |
| ---------- | ---------- | ----- | ----- | ----- | ----- | ----- | -------- | -------- | -------- | ----- | ----- | ----- | -------- | ----- | ----- | ----- | ----- | ----- | ----- | -------- | ----- | -------- | -------- | ----- |
| 1989       | ダイエー   | 35    | 49    | 47    | 11    | 14    | 4        | 0        | 4        | 30    | 15    | 0     | 0        | 0     | 0     | 2     | 1     | 0     | 17    | 1        | .298  | .327     | .638     | .965  |
| 1990       | ダイエー   | 80    | 217   | 198   | 27    | 62    | 11       | 1        | 8        | 99    | 23    | 1     | 2        | 2     | 0     | 15    | 0     | 2     | 49    | 8        | .313  | .367     | .500     | .867  |
| 1991       | ダイエー   | 91    | 161   | 138   | 25    | 32    | 4        | 0        | 8        | 60    | 25    | 0     | 0        | 0     | 2     | 21    | 1     | 0     | 40    | 3        | .232  | .329     | .435     | .764  |
| 1992       | ダイエー   | 81    | 171   | 153   | 13    | 27    | 4        | 1        | 6        | 51    | 18    | 0     | 1        | 0     | 0     | 18    | 0     | 0     | 48    | 0        | .176  | .263     | .333     | .596  |
| 1993       | ダイエー   | 19    | 25    | 23    | 0     | 4     | 1        | 0        | 0        | 5     | 3     | 0     | 0        | 0     | 0     | 2     | 0     | 0     | 11    | 1        | .174  | .240     | .217     | .457  |
| 1994       | ヤクルト   | 44    | 49    | 42    | 1     | 10    | 2        | 0        | 1        | 15    | 2     | 0     | 0        | 0     | 0     | 7     | 0     | 0     | 14    | 2        | .238  | .347     | .357     | .704  |
| 1995       | ヤクルト   | 39    | 52    | 47    | 3     | 9     | 1        | 0        | 2        | 16    | 9     | 0     | 0        | 0     | 0     | 5     | 1     | 0     | 15    | 0        | .191  | .269     | .340     | .610  |
| 1996       | ヤクルト   | 20    | 32    | 29    | 5     | 11    | 1        | 1        | 2        | 20    | 10    | 0     | 0        | 0     | 0     | 3     | 1     | 0     | 7     | 0        | .379  | .438     | .690     | 1.127 |
| 1997       | ヤクルト   | 5     | 5     | 5     | 0     | 1     | 0        | 0        | 0        | 1     | 1     | 0     | 0        | 0     | 0     | 0     | 0     | 0     | 3     | 0        | .200  | .200     | .200     | .400  |
| 1997       | オリックス | 8     | 11    | 9     | 1     | 2     | 0        | 0        | 1        | 5     | 1     | 0     | 1        | 0     | 0     | 1     | 0     | 1     | 3     | 0        | .222  | .364     | .556     | .919  |
| '97計      | オリックス | 13    | 16    | 14    | 1     | 3     | 0        | 0        | 1        | 6     | 2     | 0     | 1        | 0     | 0     | 1     | 0     | 1     | 6     | 0        | .214  | .313     | .429     | .741  |
| 1998       | オリックス | 41    | 56    | 50    | 4     | 11    | 1        | 0        | 2        | 18    | 9     | 0     | 0        | 0     | 1     | 4     | 0     | 1     | 16    | 3        | .220  | .286     | .360     | .646  |
| 通算：10年 | 通算：10年 | 463   | 828   | 741   | 90    | 183   | 29       | 3        | 34       | 320   | 116   | 1     | 4        | 2     | 3     | 78    | 4     | 4     | 223   | 18       | .247  | .321     | .432     | .753  |

### 記録
初記録
- 初出場：1989年4月8日、日本ハムファイターズ1回戦（東京ドーム）、5回表に坂口千仙の代打で出場
- 初打席・初安打・初本塁打・初打点：同上、5回表に西崎幸広から右越逆転3ラン ※史上25人目の初打席初本塁打（初打席代打本塁打は史上9人目）
- 初先発出場：1989年5月7日、ロッテオリオンズ4回戦（平和台球場）、6番・右翼手で先発出場

#### 本塁打に関する記録
- 代打本塁打14本：史上7位
- 福岡ダイエーホークス球団第1号本塁打：1989年4月8日
- パ・リーグ平成第1号本塁打：同上
- 開幕戦プロ初打席本塁打：同上 ※史上初
- 開幕戦代打本塁打：同上 ※史上11人目（パ・リーグ8人目）
- 日本プロ野球通算6万号本塁打：1990年9月26日、オリックス・ブレーブス24回戦（阪急西宮球場）、6回表に山沖之彦から
- パ・リーグ通算3万号本塁打：1992年6月5日、西武ライオンズ10回戦（西武ライオンズ球場）、6回表に藤本博史の代打で出場、潮崎哲也から2ラン
- 平和台球場公式最終戦本塁打：1992年10月1日、近鉄バファローズ21回戦、8回裏に野茂英雄から先制および決勝ソロ
- 代打サヨナラ満塁本塁打：1998年7月7日、千葉ロッテマリーンズ13回戦（グリーンスタジアム神戸）、11回裏に藤本博史の代打で出場、近藤芳久から右越サヨナラ満塁本塁打 ※史上11人目（敗れたロッテの連敗日本記録が樹立）
- 代打の代打でサヨナラ本塁打：同上 ※史上2人目[3]、パ・リーグ史上初
- 代打の代打で満塁本塁打：同上 ※NPB史上6人目[4]
- 両リーグ代打サヨナラ本塁打：同上 ※史上2人目
  - セ・リーグでの代打サヨナラ本塁打：1995年4月20日、読売ジャイアンツ5回戦（明治神宮野球場）、10回裏に山田勉の代打で出場、木田優夫からサヨナラソロ

### 背番号
- 47（1986年 - 1994年途中）[5]
- 49（1994年途中 - 1997年途中）
- 00（1997年途中 - 1999年）